# Peterhof
För handelsgården, se Peterhof (Novgorod).

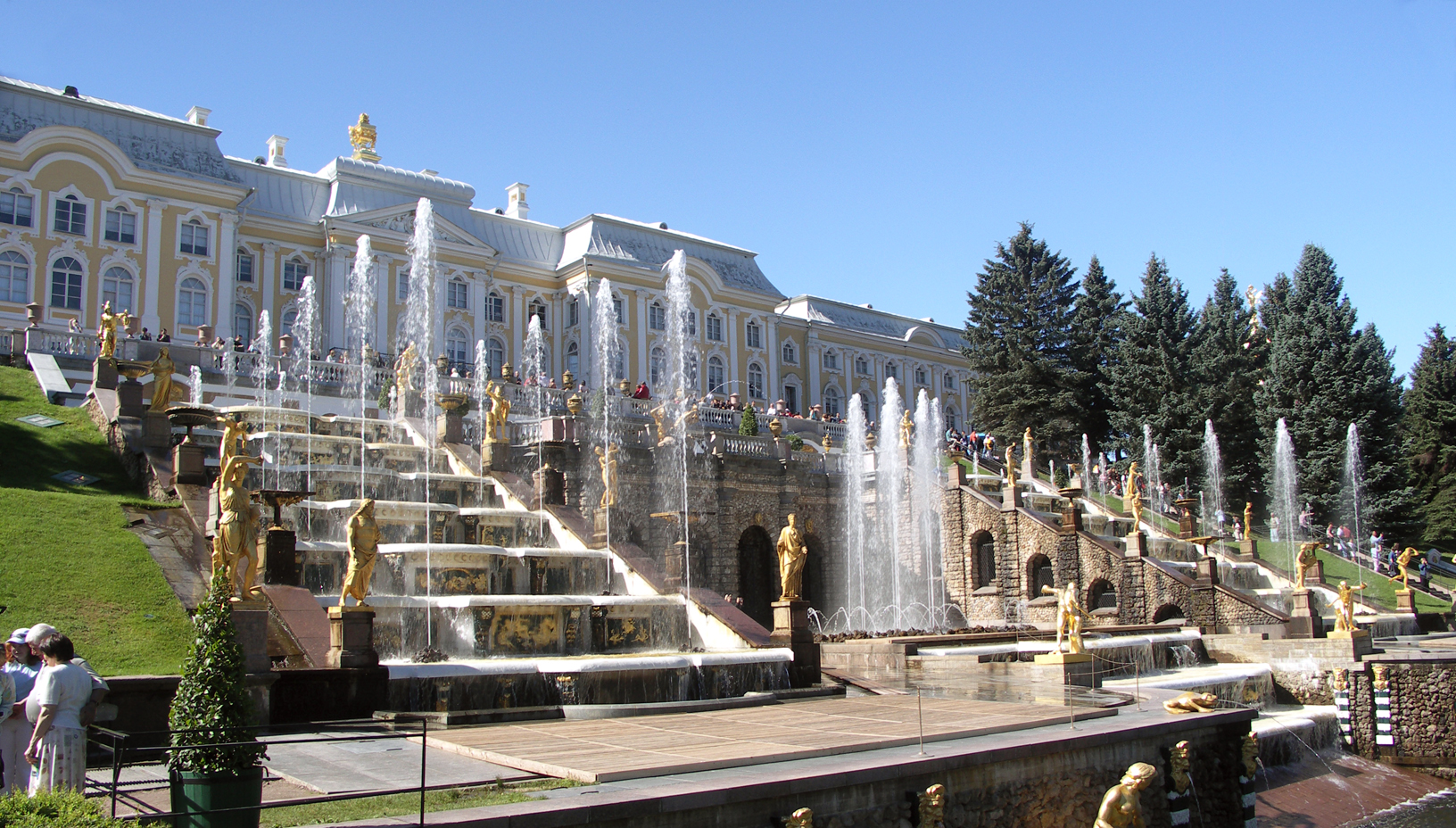
Palatset i Peterhof.

Peterhof (nederländska: Peters hov) (ryska: Петергоф, Petergof) är en stad inom Sankt Petersburgs federala stadsområde, med en folkmängd på 76 827 invånare i början av 2015.

## Peterhofs palats
Peterhof är berömt för sitt palats som är med på Unescos världsarvslista. Palatset byggdes av tsar Peter den Store som ett kungligt palats, och kallas för Rysslands Versailles. Peterhofs palats är inte minst känt för alla fontänerna i parkanläggningen, här finns 176 fontäner, och 4 kaskader. Mest känd är Stora kaskaden, en magnifik vattentrappa nedanför palatset, bestående av 64 fontäner och 37 förgyllda bronsskulpturer, däribland skulpturen av Simson som bänder upp lejonets gap, ur vilket en 20 meter hög vattenstråle sprutar, skulpturen symboliserar Rysslands seger över Sverige i slaget vid Poltava.

## Vänorter
- Le Blanc-Mesnil, Frankrike